# 枚文部

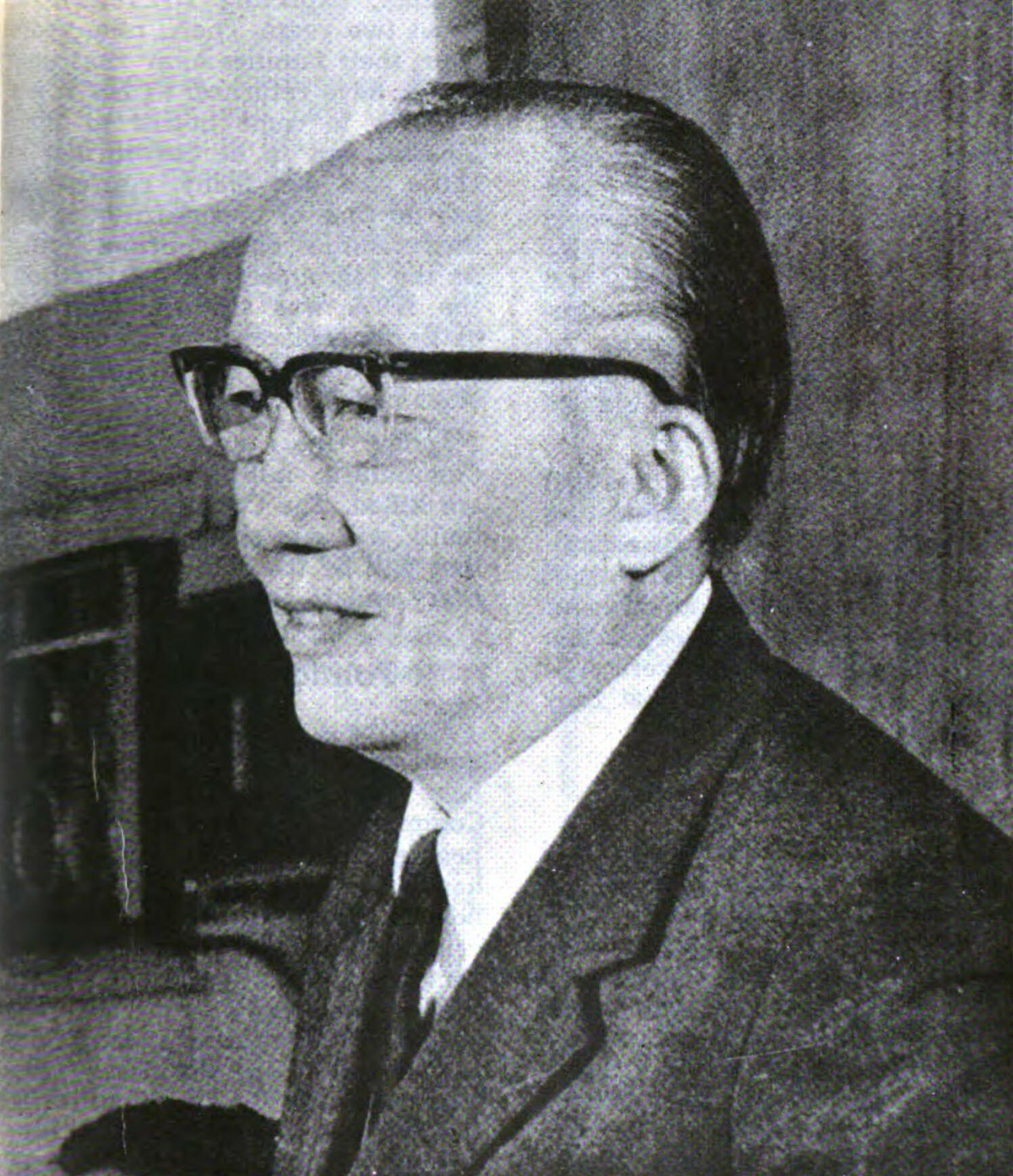
麥文蘇先生的弟弟麥文博先生的肖像

枚文部（1918年7月9日—2002年），也翻譯作梅文部，越南南方知識分子，“黃枚劉”三人組之一。曾任越南社會主義共和國駐法蘭西共和國、比利時王國、義大利共和國、荷蘭、盧森堡大使。

## 生平
枚文部1918年7月9日出生於龍川省禿衂郡（今芹苴市）一個中產階級家庭。